# Johan Kriek
Johan Kriek (Pongola, 5 de abril de 1958) é um ex-tenista profissional sul-africano.

## Grand Slam finais

### Simples: 2 (2 títulos)
| Resultado | Ano  | Campeonato          | Piso  | Oponente     | Placar                   |
| Campeão   | 1981 | Australian Open     | Grama | Steve Denton | 6–2, 7–6(1), 6–7(1), 6–4 |
| Campeão   | 1982 | Australian Open (2) | Grama | Steve Denton | 6–3, 6–3, 6–2            |